# Музеј Стара ливница
Музеј Стара ливница је музеј Завода Црвена Застава у Крагујевцу. Основан је и отворен октобра 1953. године, поводом прославе сто година постојања фабрике. Смештен је у згради некадашње Тополивнице из 1882. године. Налази се у саставу фабрике Застава оружје. Музеј је отворен за јавност радним данима.
Музејски фонд чини око 5.800 предмета. Приказан је историјат фабрике, од њеног оснивања 1853. до 1973. године, као и историја модерног наоружања. У њему се чувају збирке трофејног оружја и оруђа, машине и алати, архивска грађа, фотографије, ликовни предмети и збирке ордења, печата, пехара и медаља, производи војне опреме, као и цивилни производе фабрике (поштанске кочије, звона, кућни апарати).
Музеј годишње посети више хиљада посетилаца.

### Историја Тополивнице
Нужност подизања Тополивнице наметала се српској држави веома рано, још у време Првог и Другог српског устанка, јер је главни проблем устаника било снабдевање оружјем и војном опремом а нарочито топовима. Прва српска тополивница подигнута је у Београду 1848. године, али њен рад није дао жељене резултате. Зато је 1851, на предлог Илије Гарашанина и одлуком кнеза Александра Карађорђевића премештена у Крагујевац, на простор некадашњег Арсенала кнеза Милоша Обреновића.
Од свог оснивања Тополивница је имала изузетан значај не само за војно и политичко јачање Србије већ и за њен целокупан привредно-економски, друштвени и културни развој. Већ крајем 19. века Тополивница се озбиљно модернизује, постаје права европска фабрика са комплексом нових фабричких хала. Године 1882. подигнута је Ливница у којој се данас налази музеј Стара ливница, а следеће године Тополивница добија назив Војно-технички завод. Технички развој Тополивнице и потом Завода водио је истакнути машински инжињер Тодор Тоша Селесковић, па се његово име везује и за подизање зграде Ливнице.

### Историја Музеја
Исте 1953. године  када је зграда стављена под заштиту државе у њој је отворен Музеј Стара ливница. Прва поставка налазила се у згради данашње Чаурнице и представљала је производни програм и техничку опрему фабрике. Када се производња проширила и аутомобилска индустрија у Крагујевцу заживела, музеј је измењен 1960. године и придодата му је нова изложба, коју су чинили производи аутоиндустрије. Године 1973, поводом прославе 120 година постојања фабрике, поставка је радикално измењена. Одлуком Радничког савета Завода Црвена Застава (ЗЦЗ) из 1972. године оснива се музеј историјско-техничког развоја ЗЦЗ — Музеј Завода Црвена Застава. За ту прилику адаптирана је зграда старе Тополивнице. До 1994. године музеј се звао Музеј Завода Црвена Застава, а од те године Музеј Стара ливница. Данас стална поставка музеја прати историјат крагујевачке војне фабрике-од њеног основања 1853. до 1973. године, а прикључена јој је и изложба модернијег наоружања.

## Зграда Музеја
Музеј је смештен у згради некадашње Тополивнице, саграђеној око 1882. године. То је најстарији сачувани део војне фабрике и Војно-занатлијске школе, прве те врсте у Кнежевини Србији. Сама зграда има статус културног добра од великог значаја од 1979. године, а за споменик културе проглашена је решењем Завода за заштиту и научно проучавање споменика културе НРС бр.309/53. од 29. априла 1953. год.

## Музејска поставка
Стална поставка музеја прати историјат крагујевачке војне фабрике-од њеног основања 1853. године до 1973. године, којој је прикључена и изложба модернијег наоружања. Изложба показује техничко-технолошки развој фабрике, али и њену улогу у наоружању српске војске. Такође показује значај војне фабрике за привредно-економски, друштвено-политички и културни развој Крагујевца и целе Србије.
Музејска поставка је смештена у изложбену халу чија је површина око 800 м2, која није наменски грађена за музеј и прилагођена је сачуваној хали Ливнице.
Музејски фонд распоређен је у седам музејских збирки: 
- Оружје и опрема,
- Машине и алати,
- Архивска грађа,
- Фотографије,
- Ликовна дела,
- Печати,
- Ордење.

Од 1973. године стална поставка је претрпела пар измена. Поред изложбене хале, музеј поседује и седам депоа и музејску библиотеку.
Музеј поседује значајне раритете. Издвајају се:
- чувена пушка Маузер-Миловановић М 1880, позната као Кокинка,
- њена побољшана верзија из 1907. године са магацином од 5 метака - Маузер-Миловановић-Ђурић,
- ручна бомба Васић М 1898,
- ретки примерци овде преправљаних пушака стране производње: пушка Мини-Франкот-Петровић М 1857 са жигом Михајла Цвејића (прва жигосана пушка), пушка кремењача Рога са почетка 19. века,[4]
- први топ изливен у фабрици 1853. године,

Сталну поставку чине и различити типови и ретки примерци пушака и пиштоља из 19. и 20. века, трофејно оружје из балканских, Првог и Другог светског рата, некадашњи производи Седларнице, Инструментарнице, артиљеријско оруђе и оружје произведено после Другог светског рата, ловачко и спортско оружје али и производи које је некада крагујевачка Војна фабрика израђивала за свакодневне потребе становништва, као што су поштанске кочије, звона, кућни апарати и други.
- Макета прве поштанске кочије федерлије (ВТЗ Крагујевац, 1861)
- Пиштољи капислари и пушке кремењаче
- Део поставке посвећен управнику тополивнице Петру Протићу
- Пушка "Маузер-Миловановић", популарна "кокинка"
- Део поставке посвећен Светозару Марковићу и радничком покрету у Крагујевцу
- Део поставке посвећен Тоши Селесковићу и представљању ВТЗ на светској изложби у Паризу 1889.
- Остатак старе тополивнице
- Лист „Наш живот”, орган Клуба свршених питомаца ВТЗ